# Departamento de Valledupar
Valledupar fue uno de los departamentos en que se dividía el Estado Soberano del Magdalena (Colombia). Fue creado en 1864; por medio de la ley del 7 de diciembre de 1868 cambió su nombre a Guatapurí, recuperando el nombre de Valledupar el 29 de octubre de 1870. Fue disuelto en 1877, siendo agregado su territorio al departamento de Santa Marta y fue recreado el 2 de julio de 1879. Con la ley del 14 de octubre de 1883 el departamento de Valledupar fue definitivamente disuelto y su territorio agregado a los de El Banco y Padilla. Tuvo por cabecera a la ciudad de Valledupar. El departamento comprendía parte del territorio de las actuales regiones cesarenses del Norte y Noroccidente.

## División territorial
En 1876 el departamento comprendía los distritos de Valledupar (capital), Chiriguaná, Chimichagua, La Paz, Paso, Saloa y Valencia de Jesús.